# Gowrasamudra, Challakere
Gowrasamudra là một làng thuộc tehsil Challakere, huyện Chitradurga, bang Karnataka, Ấn Độ.